# Donyale Luna
Pour les articles homonymes, voir Luna.
Donyale Luna, nom de scène de Peggy Ann Freeman, née le 1er janvier 1945 à Détroit (Michigan) et morte le 17 mai 1979 à Rome (Italie), est un mannequin américain. Elle est également apparue dans plusieurs films : Camp d'Andy Warhol, Qui êtes-vous, Polly Maggoo ? de William Klein, comme compagne de Groucho Marx dans Skidoo d'Otto Preminger, ses rôles notables étant ceux d'Œnothée dans le Satyricon de Federico Fellini et du rôle-titre Salomé du réalisateur Carmelo Bene.

## Biographie

### Naissance et enfance
Donyale Luna naît à Détroit, dans le Michigan. Elle passe ses études à la prestigieuse Cass Technical High School (en) à Détroit. Ses parents étaient Nathaniel Freeman et Peggy Freeman (née Hertzog), respectivement ouvrier à l'usine automobile Ford de Détroit et secrétaire à l'association civique Young Women's Christian Association (YMCA),. Son père était originaire de Géorgie et sa mère était native du Michigan, née d'un mariage entre une mère afro-américaine et un père immigré allemand,.
En janvier 1965, en état de légitime défense, sa mère abat par arme à feu son père ivre et violent près de leur domicile de Détroit ; Luna n'apprendra la mort de son père que trois mois plus tard, alors qu'elle vivait temporairement à New York, où elle s'installe dès lors définitivement.
En dépit de la parenté indiquée sur son acte de naissance, elle insiste sur le fait que son père biologique était un homme dont le nom de famille était Luna, et que sa mère avait des origines indigènes mexicaines et afro-égyptiennes. Selon le mannequin, l'une de ses grands-mères aurait été une ancienne actrice irlandaise mariée à un décorateur d'intérieur noir. Rien ne prouve la véracité, ni l'invention, de ces faits. Au milieu des années 1960, une relation décrit Luna comme ayant été « une enfant étrange, même depuis la naissance, vivant dans un monde merveilleux, un rêve... ».

### Carrière de mannequin
Après avoir été découverte par le photographe David McCabe (en), elle déménage de Détroit à New York pour entamer une carrière de mannequin reconnu. Au milieu des années 1960, une photo de Luna paraît sur la couverture de Harper's Bazaar,,. Elle devient la première mannequin afro-américaine à faire la couverture de Vogue dans son édition anglaise,, photo prise par le photographe anglais David Bailey.
En accord avec The New York Times, elle est sous contrat exclusif avec le photographe Richard Avedon pour une durée d'un an au début de sa carrière.
Un article dans le Time publié le 1er avril 1966, The Luna Year, la décrit comme « le nouveau corps céleste qui, grâce à sa singularité, promet de rester au top pendant bon nombre de saisons. Donyale Luna, comme elle s'appelle elle-même, est incontestablement le modèle le plus sexy du moment en Europe. Elle a seulement 20 ans, noire, originaire de Détroit et c'est impossible de la louper si vous lisez Harpers's Bazaar, Paris Match, le Queen anglais, les Vogue anglais, français ou américain. »
En 1967, l'agence de mannequins Adel Rootstein (en) décide de créer un type de mannequin à l'image de Luna.
Luna apparaît nue sur une photo dans l'édition d'avril 1975 du magazine Playboy. Le photographe est Luigi Cazzaniga, son futur époux.

### Carrière d'actrice
De la fin des années 1960 jusqu'au début des années 1970, Luna joue dans plusieurs films.
Elle apparaît notamment dans des films d'Andy Warhol, incluant Screen Test : Donyale Luna (1964), pour lequel le critique Wayne Koestenbaum décrit Luna comme « une pure diva, présentant un délicieux excès de maniérisme », et Donyale Luna (1967), un film de 33 minutes dans lequel le mannequin interprète Blanche-Neige.
Dans le Satyricon de Federico Fellini (1969), elle interprète la magicienne Œnothée qui, selon un commentaire, « ayant berné un sorcier amoureux d'elle, celui-ci, pour se venger, met le feu entre ses cuisses. Et c'est un vrai feu, car Fellini nous montre une scène dans laquelle des paysans munis de torches éteintes sont dans une file d'attente au pied du lit d'Œnothée. Quand leur tour vient, ils placent dévotement leur torche entre ses cuisses (sur son bas-ventre), et, poof, leur torche prend feu ».
Luna apparaît également dans The Rolling Stones Rock and Roll Circus, puis dans la comédie d'Otto Preminger, Skidoo (dans lequel elle joue la maîtresse du grand truand « Dieu », interprété par Groucho Marx), et dans le documentaire anglais Tonite Let's All Make Love in London.
Luna interprète le personnage principal dans le film italien de 1972 Salomé du réalisateur Carmelo Bene.

### Question d'identité raciale
D'après la journaliste américaine Judy Stone, qui publie en 1968 un portrait de Luna dans The New York Times, celle-ci est « secrète, mystérieuse, contradictoire, évasive, d'humeur changeante, et ferme sur ses racines multiraciales — exotique, un brin caméléon entre indigène-mexicaine, indonésienne, irlandaise et la dernière, mais pas des moindres, africaine. » Dans le Sunday Times Magazine londonien, Harold Carlton la salue comme « une image totalement nouvelle de la femme noire », il ajoute « le monde de la mode se trouve dans une position clé pour changer l'histoire, bien que légèrement, car tout ceci pourrait mener à des sentiments de vénération, d'adoration, voire d'idolâtrie pour les Noirs... »
Quand Stone lui demande si sa présence dans des productions hollywoodiennes pouvait profiter aux actrices noires, Luna répond, « si cela créé des emplois pour les Mexicains, les Asiatiques, les Indiens d'Amérique, les Africains, tant mieux. C'est peut être bon, c'est peut être mauvais. Ça m'est complètement égal,. ».

### Vie privée
Au milieu des années 1960, Luna est mariée a un acteur pendant 10 mois. Plus tard, elle aurait été fiancée à l'acteur autrichien Maximilian Schell, à un photographe danois, et à Georg Willing, un acteur allemand qui apparaît dans des films européens d'horreur (tel que Necropolis, 1970).
Aux alentours de 1969, Luna entame une relation amoureuse avec l'acteur allemand Klaus Kinski. Ils posent ensemble pour de nombreux photographes. Sa relation avec Kinski prend fin lorsqu'il demande à son entourage de quitter sa maison de Rome : il avait peur que leur consommation de drogue nuise à sa carrière.
Luna épouse le photographe italien Luigi Cazzaniga. En 1977, ils ont une fille : Dream Cazzaniga.

### Usage de la drogue et décès
Vers la fin des années 1960, dans une interview, Luna exprime sa dépendance au LSD : « Je pense que c'est génial. J'ai appris que j'aimais vivre, j'aime faire l'amour, j'aime vraiment quelqu'un, j'aime les fleurs, j'aime le ciel, j'aime les couleurs lumineuses, j'aime les animaux. Le LSD m'a montré aussi des choses malheureuses — que j'étais obstinée, égoïste, déraisonnable, je veux dire que je pouvais être nuisible aux autres. »
Luna meurt accidentellement après une overdose de drogue dans une clinique de Rome (Italie).

## Témoignages
« Donyale Luna était une actrice, mais aussi l’un des mannequins les plus en vue de l’époque : afro-américaine, incroyablement grande et longiligne, avec de magnifiques yeux bleus, elle venait juste de tourner avec Fellini dans Satyricon, où elle joue le rôle d’Œnothée. » — Valérie Lagrange.

## Films et apparitions télévisées
- 1964 : Screen test: Donyale Luna, d'Andy Warhol
- 1965 : Camp, d'Andy Warhol
- 1966 : Qui êtes-vous, Polly Maggoo ?, de William Klein : un mannequin
- 1966 : The Tonight Show Starring Johnny Carson (12 décembre)
- 1966 : Screen test 3, d'Andy Warhol
- 1966 : Screen test 4, d'Andy Warhol
- 1967 : Donyale Luna, d'Andy Warhol
- 1967 : Tonite Let's All Make Love in London (Dave Davies)
- 1968 : The Rolling Stones Rock and Roll Circus (sorti en 1996)
- 1968 : Skidoo, d'Otto Preminger : la maîtresse de Dieu
- 1969 : Satyricon (Fellini Satyricon), de Federico Fellini : Œnothée
- 1971 : Salvador Dali
- 1972 : Salomé, de Carmelo Bene : Salomé